# WCW Cruiserweight Tag Team Championship
WCW Cruiserweight Tag Team Championship war ein kurzlebiger Wrestlingtitel, der von World Championship Wrestling (WCW) ausgegeben wurde. Wie bei allen Wrestlingtiteln erfolgte die Vergabe innerhalb einer Storyline.

## Hintergrund
In den letzten Tagen von WCW Championship Wrestling wurde ein neuer Titel beschlossen. Die Planungen dazu begannen im Februar 2001. Da die damaligen sogenannten Cruiserweights sehr populär waren, wurde ein Cruiserweight Tag Team Titel eingeführt, der in einem Turnier vergeben wurde.
Daran nahmen teil:
- 3 Count (Evan Karagias und Shannon Moore)
- Air Raid (Air Paris und Air Styles)
- The Filthy Animals (Billy Kidman und Rey Mysterio)
- Jason B und Scotty O
- The Jung Dragons (Yun Yang und Kaz Hayashi)
- Mike Sanders und Kwee Wee
- Elix Skipper und Kid Romeo
- Johnny Swinger und Jason Lee

Das Viertelfinale wurde am 26. Februar 2001 in New Orleans, Louisiana und am 5. März 2001 in Greenville, South Carolina aufgezeichnet und bei WCW Monday Nitro (26. Februar 2001 und 5. März 2001) sowie WCW Thunder (28. Februar 2001 und 7. März 2001) ausgestrahlt.
Das Halbfinale wurde am 12. März 2001 in Knoxville, Tennessee aufgezeichnet und bei WCW Monday Nitro am 12. März 2001 sowie bei WCW Thunder am 14. März ausgestrahlt.
Das Finale fand am 18. März 2001 im Rahmen des Pay-per-Views WCW Greed in Jacksonville, Florida zwischen Elix Skipper und Kid Romeo gegen Billy Kidman & Rey Mysterio statt. Erste Champions wurden damit Elix Skipper und Kid Romeo.
| Viertelfinale | Viertelfinale    | Viertelfinale  |                |                | Halbfinale | Halbfinale | Halbfinale |  |  | Finale | Finale | Finale |
|               |                  |                |                |                |            |            |            |  |  |        |        |        |
| Nitro         | Air Raid         | Pin            |                |                |            |            |            |  |  |        |        |        |
| 5.3.01        | Skipper/Romero   | 5:30           |                |                |            |            |            |  |  |        |        |        |
| 5.3.01        | Skipper/Romero   | 5:30           | Nitro          | Skipper/Romero | Pin        |            |            |  |  |        |        |        |
|               |                  |                | Nitro          | Skipper/Romero | Pin        |            |            |  |  |        |        |        |
|               | 12.3.01          | Jung Dragons   | 5:03           |                |            |            |            |  |  |        |        |        |
| Thunder       | 12.3.01          | Jung Dragons   | 5:03           | Jung Dragons   | Pin        |            |            |  |  |        |        |        |
| Thunder       |                  |                |                | Jung Dragons   | Pin        |            |            |  |  |        |        |        |
| 28.2.01       | Sanders/Kwee Wee |                |                |                |            |            |            |  |  |        |        |        |
| 28.2.01       | Sanders/Kwee Wee | Greed          | Skipper/Romero | Pin            |            |            |            |  |  |        |        |        |
|               |                  |                |                | Pin            |            |            |            |  |  |        |        |        |
|               | 18.3.01          | Filthy Animals | 13:46          |                |            |            |            |  |  |        |        |        |
| Nitro         | 18.3.01          | Filthy Animals | 13:46          | Filthy Animals | Pin        |            |            |  |  |        |        |        |
| Nitro         |                  |                |                | Filthy Animals | Pin        |            |            |  |  |        |        |        |
| 26.2.01       | Swinger/Lee      | 5:14           |                |                |            |            |            |  |  |        |        |        |
| 26.2.01       | Swinger/Lee      | 5:14           | Thunder        | Filthy Animals | Pin        |            |            |  |  |        |        |        |
|               |                  |                | Thunder        | Filthy Animals | Pin        |            |            |  |  |        |        |        |
|               | 14.3.01          | 3 Count        |                |                |            |            |            |  |  |        |        |        |
| Thunder       | 14.3.01          | 3 Count        | 3 Count        | Pin            |            |            |            |  |  |        |        |        |
| Thunder       |                  |                |                | Pin            |            |            |            |  |  |        |        |        |
| 7.3.01        | Jason B/Scotty O |                |                |                |            |            |            |  |  |        |        |        |

Am 26. März 2001 fand die letzte Ausstrahlung von WCW Monday Nitro statt, in der der Titel noch einmal verteidigt wurde. Skipper und Romero traten gegen The Filthy Animals (Rey Mysterio, Jr. und Billy Kidman) an. Bei diesem letzten Match durften The Filthy Animals  den Titel gewinnen und wurden damit zweite und auch letzte Champions. Gegen Ende der Sendung erklärte Shane McMahon, er habe die Promotion gekauft, um sich gegen seinen Vater aufzulehnen. Tatsächlich hatte World Wrestling Federation die Rechte an der WCW aufgekauft. Neben anderen Titeln wurde auch der WCW Cruiserweight Tag Team Championship abgeschafft.

## Liste der Titelträger
| # | Champion                                         | Nr. | Tage | Datum des Titelgewinns | Ort                   | Veranstaltung                        | Bemerkung |
| - | ------------------------------------------------ | --- | ---- | ---------------------- | --------------------- | ------------------------------------ | --- |
| 1 | Kid Romeo und Elix Skipper                       | 1   | 8    | 18. März 2001          | Jacksonville, FL      | WCW Greed                            | Besiegten The Filthy Animals (Billy Kidman und Rey Mysterio) in einem Turnierfinale.                         |
| 2 | Billy Kidman und Rey Mysterio The Filthy Animals | 1   | 0    | 26. März 2001          | Panama City Beach, FL | Monday Nitro: Night of the Champions | |
| – | Eingestellt                                      | –   | –    | 26. März 2001          | –                     | –                                    | Eingestellt, nachdem WCW von der World Wrestling Federation aufgekauft wurde und diese den Titel abschaffte. |